# Berneuil (Haute-Vienne)
Berneuil – miejscowość i gmina we Francji, w regionie Nowa Akwitania, w departamencie Haute-Vienne.
Według danych na rok 1990 gminę zamieszkiwały 444 osoby, a gęstość zaludnienia wynosiła 17 osób/km² (wśród 747 gmin Limousin Berneuil plasuje się na 275. miejscu pod względem liczby ludności, natomiast pod względem powierzchni na miejscu 218.).

## Populacja

Populacja Berneuil w latach 1962–2008